# Philippe de Montaut-Bénac de Navailles
Philippe de Montaut-Bénac, duca di Navailles (Parigi, 1619 – Parigi, 5 febbraio 1684), fu général des galères (generale delle galere, un titolo analogo a quello di ammiraglio) di Luigi XIV e maresciallo di Francia.

## Biografia
Da giovane venne cresciuto secondo i principi della religione riformata. A quattordici anni divenne paggio del cardinale Richelieu, il quale lo convinse ad abiurare ed a convertirsi al cattolicesimo, al contrario di suo fratello Cyrus che rimase fedele al protestantesimo. Nel 1635 ottenne di essere incluso nel reggimento del cardinale Richelieu. Nel 1638 prese parte all'assedio di Saint-Omer ed alla battaglia di Polincove, nel 1639 all'assedio di Hesdin, e nel 1640 all'assedio di Arras. Il cardinale lo creò quindi capitano, ma nel 1642 abbandonò questo reggimento per divenire colonnello del reggimento di suo zio, Bernard de Montaut. Condusse quest'unità in Piemonte al seguito dell'armata del conte di Harcourt, prendendo parte a diversi assedi tra cui quello di Tortona del novembre del 1642. Si fece notare nel 1643 all'assedio della cittadella d'Asti.
Morto Richelieu, si legò al cardinale Mazzarino. Il 4 febbraio 1645 ottenne dal cardinale il comando del reggimento di fanteria dell'Artois che conservò sino al 1652. Prese parte all'assedio di Roses (maggio 1645) e nel settembre dello stesso anno venne inviato nelle Fiandre, dove prese parte all'assedio di Lens (settembre-ottobre).
Nel 1646, tornò inizialmente in Italia dove prese parte all'assedio di Orbetello (maggio-giugno) e divenne maresciallo di campo sotto il duca di Modena che si era alleato alla Francia. Nel 1648, venne gravemente ferito nel corso dell'assedio di Cremona.
Durante la Fronda (1648-1653), rimase fedele al cardinale Mazzarino. Nel 1650, Luigi XIV lo nominò tenente generale. Prese parte alla battaglia di Rethel (15 dicembre), dove contribuì alla sconfitta di Turenne. In cambio, il re gli donò il governatorato di Bapaume. Nel 1651, Navailles condusse Mazzarino dalla frontiera delle Fiandre a Poitiers dove si trovava il re. Nel 1652, combatté i frondisti nell'orleanese e nell'Angiò.
Nel 1653, ottenne il grado di capitano luogotenente dei cavalleggeri della guardia del re. Divenne duca di Navailles alla morte di suo padre nel 1654.
Nel 1658, in qualità di capitano generale, comandò le truppe del re in Italia sotto il duca di Modena. Nel contempo fu ambasciatore straordinario della Francia presso i principi italiani. Dopo la morte del duca di Modena (14 ottobre), comandò le sue truppe sino alla pace, il 7 novembre 1659.
Il 26 febbraio 1660, venne nominato governatore di Le Havre. Il 31 dicembre dell'anno successivo ricevette l'ordine dello Spirito Santo.
Nel 1666, ottenne il comando della fortezza di La Rochelle e di Aunis. Venne inviato in soccorso alle truppe cattoliche impegnate nella guerra di Candia contro gli ottomani (giugno-agosto 1669), ma non ottenne alcun successo.
Rientrò in grazia del sovrano nel 1673 e ricevette il comando delle truppe dell'Alsazia, della Lorena, della Borgogna e dello Champagne. Nel 1674 prese parte attiva alla conquista del territorio della Franca Contea. A febbraio guidò i suoi uomini all'interno dell'area attraverso un ponte di barche posto presso Port-Saint-Pierre (Heuilley-sur-Saône) e verso Pontailler. Il 28 dello stesso mese, conquistò più a nord la città di Gray, posizione particolarmente significativa per la presa della città di Vesoul che fu possibile l'11 marzo. Contribuì quindi alla presa di Besançon a maggio e portò a compimento la totale conquista della provincia a luglio. L'11 agosto, comandò l'ala sinistra dell'esercito francese a Seneffe. Venne creato maresciallo di Francia il 30 luglio 1675.
Ottenne il comando dell'armata del Rossiglione nel 1676, rimpiazzando il conte di Schomberg. Il 29 maggio 1678 prese Puigcerdà e con la pace di Nimega abbandonò il servizio militare attivo.
Nell'agosto del 1683 venne nominato tutore del duca di Chartres, futuro reggente. Morì a Parigi per un colpo apoplettico, il 5 febbraio 1684.

## Matrimonio e figli
Il 19 febbraio 1651, sposò Suzanne de Beaudéan-Parabère (1627-15 febbraio 1700), figlia di Charles, conte di Neuillan, governatore di Niort. La coppia ebbe i seguenti eredi:
- Charlotte Françoise Radegonde, badessa di Santa Croce a Poitiers dal novembre del 1680, morta il 12 febbraio 1696;
- Françoise (1653-1717), sposò il 25 agosto 1684 Carlo III di Lorena, duca d'Elbeuf
- Philippe (1656-1678), marchese di Navailles e di Bénac. Colonnello del reggimento di Navailles, si distinse nella presa di Puigcerdà (1678), e divenne generale di brigata. Morì a 22 anni prima del padre;
- Gabrielle-Éléonore (1657-1698), sposò nel 1675 Enrico II d'Orléans-Longueville, marchese di Rothelin;
- Henriette, badessa de La Saussaye, presso Parigi;
- Gabrielle (1663-1727), sposò nel 1686 Léonard-Hélie de Pompadour, marchese di Laurière;
- Gabrielle la giovane, religiosa.

## Stemma
| Image | Stemma |
| ----- | --- |
|       | Philippe de Montaut-Bénac de Navailles Duca di Navailles e pari di Francia, Generale delle galee di Francia e Maresciallo di Francia |